# Морфонология
Морфоноло́гия (гаплология от «морфофонология», от «морфология» + «фонология»; также фономорфоло́гия) — раздел языкознания, изучающий закономерности фонемного строения и состава, варьирования морфем того или иного языка, акцентированно на тех из них, которые не выводимы полностью из особенностей фонологии языка в общем (совокупность явлений морфонологической природы, присущих данному языку). Во многих работах, написанных на английском языке (а иногда и по-русски), морфонология называется морфофонемикой (morphophonemics).
Основателем морфонологии как отдельной лингвистической дисциплины считается российский лингвист Н. С. Трубецкой.